# Veskimetsa
Veskimetsa est un quartier du district de  Haabersti à Tallinn en Estonie.

## Description
En 2019, Veskimetsa compte 16 habitants.
Sa superficie est de 1,4 km2.
Ses quartiers limitrophes sont Haabersti, Mustjõe, Lilleküla, Kadaka et Väike-Õismäe.
Les rues de Veskimetsa sont Ehitajate tee, Kõrgepinge tänav, Meistri tänav, Paldiski maantee, Tuuleveski tänav, Tuuliku tee, Veskilise tänav et Veskimäe tänav.

## Population
| 2008 | 2010 | 2011 | 2012 | 2013 | 2014 |
| ---- | ---- | ---- | ---- | ---- | ---- |
| 16   | 16   | 18   | 17   | 17   | 17   |

| 2015 | 2016 | 2017 | 2018 | 2019 | 2020 |
| ---- | ---- | ---- | ---- | ---- | ---- |
| 16   | 16   | 16   | 16   | 16   | 20   |

| 2021 | 2022 | - | - | - | - |
| ---- | ---- | - | - | - | - |
| 20   | 17   | - | - | - | - |

## Transports
Les lignes de bus n° 8, 21, 21В, 22, 41, 41B, 42, 46, 47 desservent le quartier.

## Paysage urbain
Le quartier abrite la Veskimets (et) et le zoo de Tallinn.

## Galerie

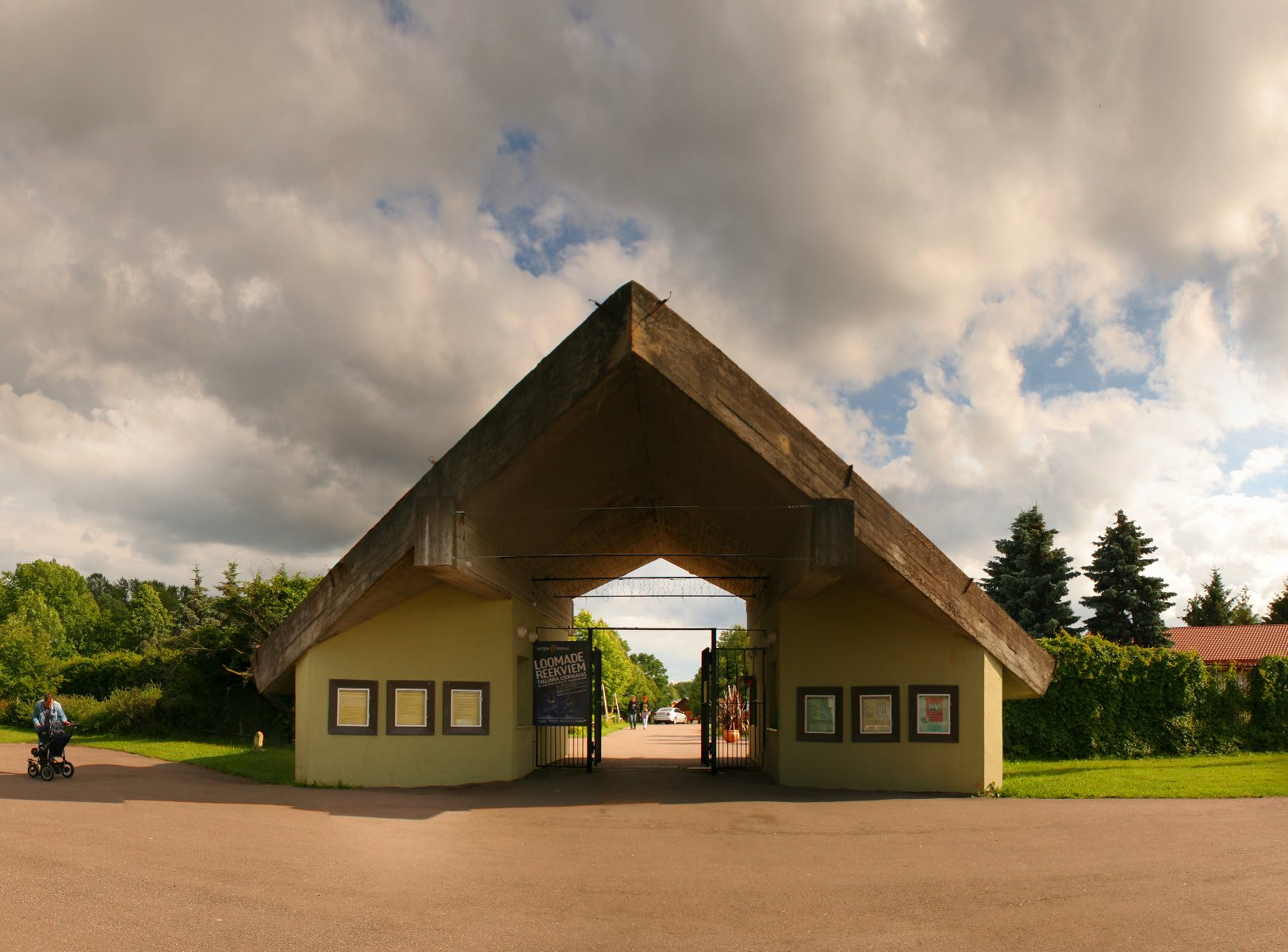
Entrée du zoo de Tallinn.
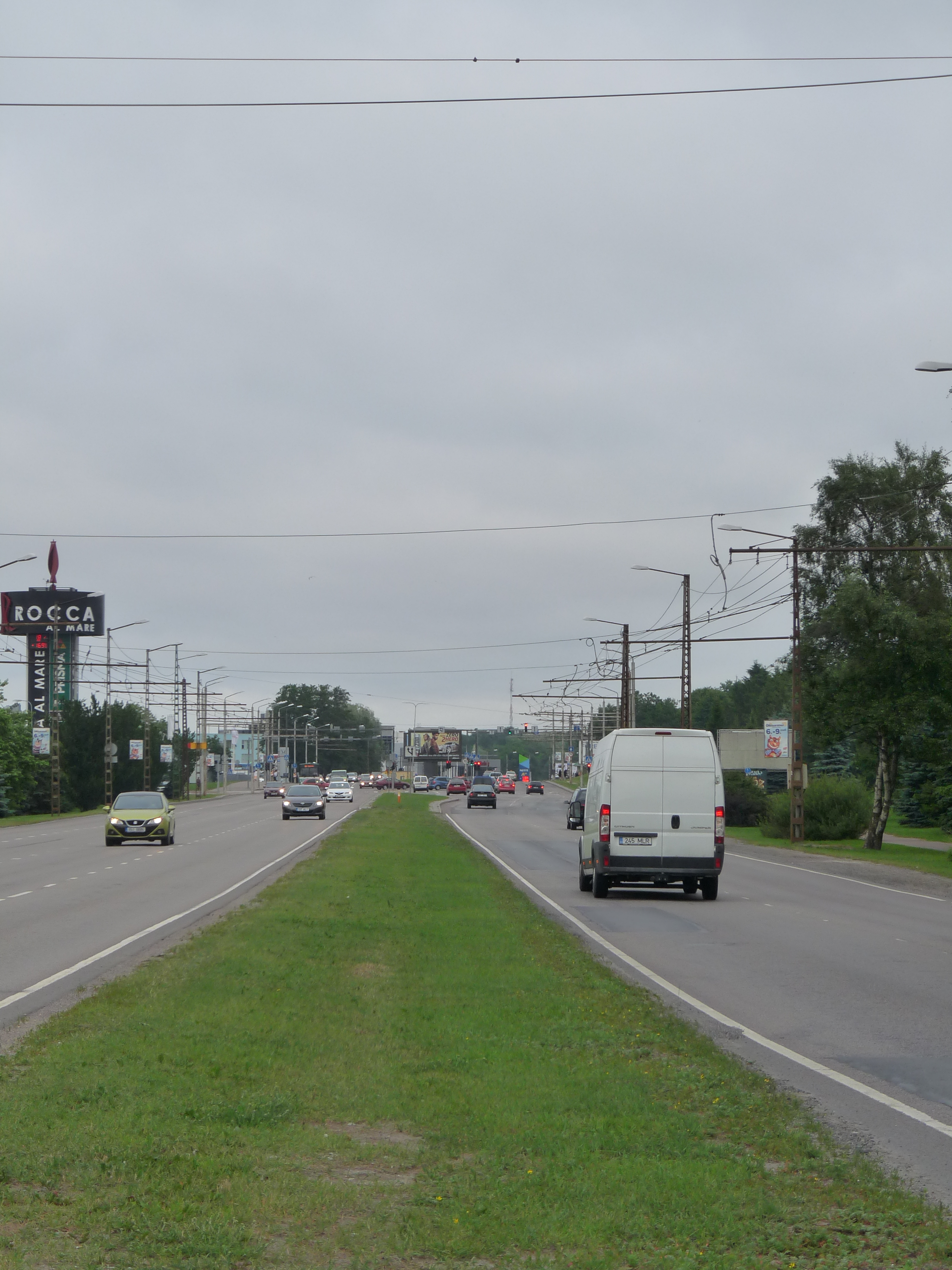
Paldiski maantee.
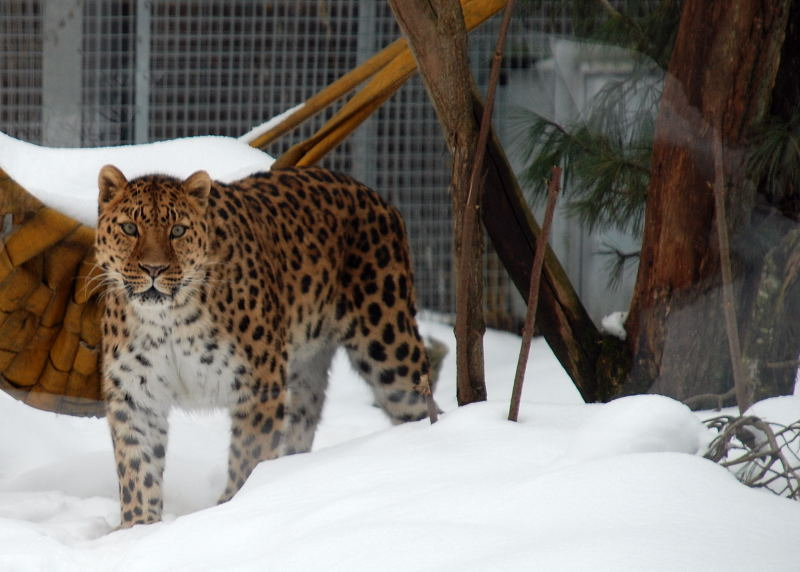
Léopard du zoo de Tallinn.